# Lasinjska kultura
Lasinjska kultura (u mađarskoj stručnoj literaturi kultura Balaton-Lasinya) je eneolitička kultura rasprostranjena od 3700. do oko 3200. godine pr. Kr. na području širom današnje kontinentalne Hrvatske i bosanske Posavine, Slovenije, Koruške, djelomice Štajerske, s najvećom koncentracijom nalaza u Mađarskoj oko Blatnog jezera. Iako je predstavnik eneolitičkih kultura, lasinjska kultura po svojoj prirodi posjeduje brojne karakteristike i tradicije kasnoneolitičkih kultura, jer se razvila dalje od glavnih središta bakrenodobnog tehnološkog razvoja u srednjoj i jugoistočnoj Europi. Dobar primjer za to je potpun nedostatak ikakvih metalnih predmeta lasinjske kulture na području Hrvatske. Ono što lasinjsku kulturu čini eneolitičkom je dominacija stočarstva nad poljodjelstvom i s time usklađen način života. Najveći utjecaj na oblikovanje lasinjske kulture izvršile su prethodne neolitičke kulture: sopotska, lengyelska i vinčanska.

## Naziv
Nazvana je prema eponimnom lokalitetu Talijanovo brdo u mjestu Lasinja u Karlovačkoj županiji.

## Kultura
Nastala je na temeljima kasnih neolitičkih kultura, lengyelske, sopotske i vinčanske. U većini naselja otkrivene su uglavnom zemunice i poluzemunice, rijetko nadzemni objekti (Vis-Modran u Bosni), dok su u Sloveniji i Koruškoj otkrivena sojenička naselja (Maribor-Radvanje, Ljubljansko barje, Keutschachersee). Nositelji lasinjske kulture povremeno su koristili i špiljske prostore (Ozalj, Ajdovska jama, Kevderc), bilo kao sezonska boravišta stočara ili za ukope (Ajdovska jama). Keramičko posuđe neujednačene je izradbe i boje (oker, preko sive do crne), ukrašeno plastičnim jezičastim izdancima ili ornamentima izvedenima urezivanjem i ubadanjem. Vodeći su oblici bikonične zdjele, vrčevi, visoki lonci, zdjele na visokoj nozi, vjedra s izljevom. Lasinjska kultura trajala je tijekom cijeloga ranog, srednjeg i dijela kasnog eneolitika, a nestala je prodorom vučedolske kulture.

## Nalazišta
Kultura je raširena u većem dijelu sjeverne Hrvatske sve do Dunava na istoku (Lasinja, Cerje Tužno, Ozalj, Drljanovac, Ždralovi, Beketinec, Jakšić, Ašikovci, Vinkovci, Vučedol), u Sloveniji (Maribor-Radvanje), jugozapadnoj Mađarskoj, Gradišću, Štajerskoj i Koruškoj te u sjevernoj Bosni, nazvana po eponimnom nalazištu Lasinji.